# Ekmelische Musik
Ekmelische Musik (Neologismus aus altgriechisch ἐκ ek, deutsch ‚aus, von etwas weg‘ und μέλος mélos, deutsch ‚Glied, Weise, Lied‘; also etwa: „außerhalb der Tonfolge“) ist eine Form der mikrotonalen Musik, beruhend auf einem temperierten Tonsystem mit 72 gleichen Stufen in der Oktave (Duoseptuagesimal-System). Der Halbton wird dabei in sechs gleiche Stufen unterteilt. Es stellt somit eine Erweiterung des traditionellen 12-stufigen Tonsystems mit allen wichtigen Partialtönen dar und erfasst die mikrotonalen Drittel-, Viertel-, Sechstel- und Zwölfteltonskalen, die ungleichstufige Naturtonskala sowie auch viele Tonsysteme außereuropäischer Musikkulturen, z. B. in der arabischen, indischen und javanischen Musik.

## Geschichte
Im Jahr 1970 begannen die beiden Professoren Franz Richter Herf und Rolf Maedel am Institut für Musikalische Grundlagenforschung an der Hochschule Mozarteum Salzburg mit der Untersuchung und Systematisierung von Mikrotönen. Sie erkannten, dass nicht einfach alle zwischen den traditionellen 12 Stufen liegenden Töne als falsch intoniert aufgefasst oder zurechtgehört werden können. Auch mikrotonale Tonfolgen und Zusammenklänge können, abhängig von der inneren Logik des Systems, richtig oder falsch sein.
Sie wählten den Begriff ekmelisch aus der altgriechischen Musiktheorie. Dort wurden damit Töne bezeichnet, die in den Tonsystemen nicht enthalten waren. In gleicher Weise werden heute die systematisierten Mikrotonstufen zwischen den zwölf Halbtonstufen als ekmelische Töne und die praktische Anwendung dieses Tonsystems als ekmelische Musik bezeichnet.

## Tonstufen
Das ekmelische Tonsystem definiert ein Raster, in dem jeder Tonwert der Partialtonreihe und nahezu jedes Tonsystem mit der größten Genauigkeit, die für das Gehör noch differenzierbar ist, systematisiert dargestellt werden kann. Die Abweichungen liegen meist unterhalb der Hörempfindlichkeit von etwa 5 bis 8 Cent.
Eine einzelne Tonstufe – 1/6 Halbton – beträgt 16 2/3 Cent (ein temperierter Halbton entspricht 100 Cent). Die folgende Tabelle enthält die sechs Tonplätze innerhalb eines Halbtonschritts (C bis Cis) sowie deren Abstände und Zurechthörbereiche in temperierten Cent-Werten:
| Name | Schrittweite       | Tonplätze | Zurechthörbereiche |
| ---- | ------------------ | --------- | ------------------ |
|      |                    |           | 91 2/3             |
| C    |                    | 0         | 8 1/3              |
| C    | 1/6 Halbton höher  | 16 2/3    | 25                 |
| C    | 1/3 Halbton höher  | 33 1/3    | 41 2/3             |
| C    | 1/2 Halbton höher  | 50        | 58 1/3             |
| Cis  | 1/2 Halbton tiefer | 50        | 58 1/3             |
| Cis  | 1/3 Halbton tiefer | 66 2/3    | 75                 |
| Cis  | 1/6 Halbton tiefer | 83 1/3    | 91 2/3             |
| Cis  |                    | 100       | 108 1/3            |

## Notation

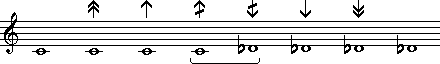
Pfeile als Zusatzzeichen zur Notation ekmelischer Musik

Die von Franz Richter Herf und Rolf Maedel eingeführte Notation verwendet zusätzlich zu den herkömmlichen Versetzungszeichen (Kreuz, Be) drei Pfeilzeichen und deren Umkehrungen für die Tonstufen innerhalb eines Halbtones. Sie stehen über den Noten und gelten für den jeweiligen Takt. Ein Schrägstrich setzt sie wieder außer Kraft. Bei Akkorden werden jedoch geknickte Pfeile links oder rechts neben der betreffenden Note gesetzt.

Versetzungszeichen für das 72-stufige temperierte Tonsystem (72-ET) in verschiedenen Notationen: Richter Herf / Maedel, Maneri / Sims, u. a.

 In anderen Notationen, wie etwa Wilson Plus/Minus für Zwölfteltöne, Halbpfeil (Haken) für Sechsteltöne und Gould-Pfeil für Vierteltöne, oder in der Maneri-Sims-Notation (entwickelt von Ezra Sims) werden die Zusatzzeichen wie die herkömmlichen Versetzungszeichen, entweder alleine oder in Kombination links daneben, gesetzt.

## Ekmelische Skalen
Die Partialtonreihe liefert lediglich das Tonmaterial, sie stellt aber in ihrer Gesamtheit noch keine Tonleiter dar und ergibt einen viel zu komplexen Klang. Vielmehr müssen aus den Partialtönen nach einem bestimmten Verfahren diatonische Auswahl-Skalen gebildet werden. Vor allem Skalen, die aus arithmetischen Reihen abgeleitet sind, liefern brauchbare Tonleitern und homogene Zusammenklänge. Messungen an Oboen- und Klarinetten-Spaltklängen zeigten, dass sich Kombinationstöne in arithmetischen Reihen aufbauen. Diese ekmelischen Skalen bilden eine Grundlage für die Kompositionstechnik mit Mikrotönen in der ekmelischen Musik.
Eine arithmetische Reihe wird gebildet durch wiederholtes Addieren der gleichen Differenz d zu einem Anfangswert a. Sie wird Reihe d auf a genannt oder abgekürzt d||a. Die Reihe liefert die Frequenzverhältnisse jener Partialtöne, die in der Skala enthalten sein sollen. Aus der Reihe wird ein bestimmter Ausschnitt gewählt (eine Sonanzreihe) und die Werte in den Bereich einer Oktave zusammengezogen (Oktav-Transposition, das heißt kleinere Werte werden ein- oder mehrfach verdoppelt.)
Wenn der Abstand zwischen zwei Tönen der Skala zu klein ist (kleiner als ½ Limma), so dass sie nicht mehr als selbständige Tonstufen angesehen werden können, wird jeweils der erste Ton aufwärts und der zweite Ton abwärts weggelassen (entsprechend der melodischen Molltonleiter).
Eine einzelne ekmelische Skala ergibt eine diatonische Musik. Eine Skala kann mit leiterfremden Tönen chromatisch erweitert werden oder es kann auch eine Kombination mehrerer Skalen mit gleichem Grundton verwendet werden.
Das ekmelische System ist also ein gleichstufiges Tonsystem zur Darstellung ungleichstufiger Skalen. Es nimmt eine Mittelstellung zwischen den mikrotonalen gleichstufigen und ungleichstufigen Systemen ein. Jede Skala ist auf jede der 72 Stufen transponierbar. Das ekmelische System erweitert sowohl die Harmonik durch eine große Anzahl völlig neuer, wohlklingender Akkorde (in ganzzahligen Proportionen), sogenannte stabile Klänge, also auch die Melodik. Damit ist auch eine Einbeziehung und Darstellung vieler Musikkulturen der Welt möglich.

### Beispiele
- Die Reihe 1 auf 1 (1, 2, 3, 4, 5, 6 usw.) liefert die vollständige Partialtonreihe.
- Die Reihe 2 auf 1 (1, 3, 5, 7, 9, 11 usw.) enthält nirgendwo die Oktave (Verhältnis 1 : 2) und ist daher zur Skalenbildung weniger geeignet.
- Die Reihe 3 auf 2 (2, 5, 8, 11, 14, 17 usw.) mit 8 Stufen liefert die folgende Skala:

```
16   :   17   :   20   :   22   :   23   :   26   :   28   :   29   :   32
 0      105      386,3    551,3    628,3    840,5    968,8   1029,6   1200   Cent
   105      281.4    165       77      212.3    128.3     60.8    170.4      Abstand

```

Sie enthält keine reine Quinte (2 : 3) und auch keine reine Quarte (3 : 4).
- Die Reihe 5 auf 4 (4, 9, 14, 19, 24, 29 usw.) mit 12 Stufen enthält zu kleine Abstände zwischen dem 7. und 8. Ton (Partialtöne 48, 49 mit 35.7 Cent) bzw. zwischen dem 11. und 12. Ton (Partialtöne 58, 59 mit 29.6 Cent) und hat daher 10 effektive Stufen:

```
32   :   34   :   36   :   38   :   39   :   44   :   48   :   49   :   54   :   56   :   58   :   59   :   64
 0      105      203.9    297.5    342.5    551.3    702      737.7    905.9    968.8   1029.6   1059.2   1200   Cent
   105       99       93.6     45      208.8    150.6     35.7    168.2     63       60.8     29.6    140.8      Abstand

```